# Ichthyostegidae
Los ictiostégidos (Ichthyostegidae) son una familia de tetrápodos extintos (uno de los primeros que hubo) que vivieron durante el período Devónico superior (Fameniense), aproximadamente hace 367-362,5 millones de años. Al ser uno de los primeros animales con patas y dedos, se vieron como una forma transicional entre peces y anfibios.